# Bryan Castro
Bryan Ariel Castro Murillo (Puerto Cortés, Departamento de Cortés, Honduras, 5 de marzo de 1991) es un futbolista hondureño. Juega como defensa.

## Clubes
| Club           | País     | Año         |
| -------------- | -------- | ----------- |
| Real España    | Honduras | 2009 - 2011 |
| Deportes Savio | Honduras | 2011 - 2013 |
| Vida           | Honduras | 2013 - 2015 |
| Marathón       | Honduras | 2015 - 2016 |
| Social Sol     | Honduras | 2017        |
| Platense       | Honduras | 2017        |

## Palmarés

### Campeonatos nacionales
| Título                    | Club        | País     | Año  |
| ------------------------- | ----------- | -------- | ---- |
| Liga Nacional de Honduras | Real España | Honduras | 2010 |